# Economia de Samoa
A economia de Samoa sempre foi dependente das exportações agrícolas e das divisa enviadas por seus cidadãos residentes no exterior, assim como da ajuda externa. Dois terços da população dedica-se à agricultura, sendo a atividade mais importante a exportação de copra. 
O setor industrial está dedicado case na sua integridade à transformação de produtos agrícolas. O setor que mais tem crescido é o do turismo, que na atualidade oferece emprego a uns 20% da população. Cerca de 150 mil turistas visitaram as ilhas em 2008.